# Racing Luck
Racing Luck er en amerikansk stumfilm fra 1924 instrueret af Herman C. Raymaker.

## Medvirkende
- Monty Banks som Mario
- Helen Ferguson som Rosina
- Martha Franklin som Mrs. Bianchi
- D.J. Mitsoras
- Lionel Belmore
- Francis McDonald som Tony Mora
- William Blaisdell